# Afrosinia
Efrosinia Fiodorova (în rusă Ефросинья Фёдорова; de asemenea, Eufrosina, Afrosinia, Afrosina, Ofrosinia; 1699/1700 – 1748) a fost o femeie rusă dintr-o familie iobagi. Ea a devenit cunoscută ca amantă regală a țareviciului Alexei Petrovici al Rusiei cu care a fugit din Rusia pe 26 septembrie 1716. Era proprietatea prințului Nikifor Viazemski, tutorele lui Alexei, dar a fost inițial o captivă originară din Finlanda, pe atunci o provincie suedeză, și a fost, astfel, o cetățeană suedeză.

## Fundal
Afrosinia s-a născut în jurul anilor 1700 sau 1699. Tatăl ei se numea Teuvo sau Feodor în limba rusă. Fratele ei era numit Jouni în finlandeză, adică Ivan în limba rusă. Numele ei în finlandeză a fost, probabil, Eufrosyne. Se crede că ea și fratele ei au fost prizonieri de război. Ei au fost capturați în partea de sud a Finlandei și au fost vânduți ca iobagi. Rușii au luptat timp de trei ani cu Finlanda într-un război din 1714. Probabil ea a fost capturată cu puțin timp înainte de a-i fi prezentată lui Alexei.
Afrosinia a fost descrisă ca fiind mică de statură și cu părul roșcat. Au mai existat și descrieri jignitoare potrivit căreia ea ar fi fost înaltă și cu buze groase, dar acestea au fost considerate false; descrierile martorilor oculari contrazic acele descrieri. Ea avea o natură robustă, considerate foarte atractivă într-o perioadă când majoritatea adulților, inclusiv iubitul ei Alexei, sufereau de tuberculoză.

## Amantă regală
Relația ei cu Alexei a început în 1714 sau 1715. Ea a fost un cadou oferit țareviciului de prințul Nikifor Viazemski care a fost primul său tutore. Ulterior, Alexei și Afrosinia au devenit prieteni.
În acel timp el era deja căsătorit cu Charlotte Christine de Brunswick-Lüneburg. Căsătoria dinastică l-a făcut cumnat cu Carol al VI-lea, împăratul Sfântului Imperiu Roman și prințul Austriei, care era căsătorit cu sora mai mare a Charlottei, Elizabeth. Căsnicia lui Alexei a fost nefericită. Charlottei nu-i plăcea Rusia și a adus eticheta austriacă la curtea imperială rusă. Ea nu a învățat limba rusă și și-a păstrat propria religie. Alexei a descris-o ca fiind ciupită de vărsat și foarte slabă. Nici el nu s-a simțit confortabil cu ea și nici cei care l-au transformat pe țarevici într-un centru al opoziției față de tatăl lui, Petru cel Mare.
Soția lui, Charlotte a născut în 1714 o fiică care a primit numele Natalia, după numele mamei și surorii lui Petru cel Mare. De asemenea, ea a născut un fiu, pe nume Petru, în 23 octombrie 1715, care va deveni mai târziu țarul Petru al II-lea. Ea a murit nouă zile mai târziu de pe urma febrei puerperale. Charlotte a încredințat copiii țarului Petru cel Mare, pe patul de moarte. Ea i-a cerut să-i crească și i-a mulțumit în lacrimi lui Petru. Apoi a întrebat ce medicamente trebuie să primească pentru că își dorea să moară.
În perioada de după nașterea Nataliei, Alexei se afla în vacanță la Carlsbad și, la întoarcerea sa, Afrosinia l-a însoțit. Afrosinia l-a cunoscut pe Alexei la vârsta de 15 sau 16ani  și el s-a îndrăgostit imediat de ea. Alexei nu mai avea mamă de la vârsta de șase ani și se temea de tatăl său, pe care-l considera absent. Aristocrația rusă semăna mult în acea perioadă, ca aspect și cultură, cu țărănimea. Majoritatea nobililor nu știau să citească, erau foarte religioși și aveau puține contacte cu femeile, inclusiv cu soțiile lor. Aristocrația europeană avea deja un set de moravuri complexe și intimidante.
Afrosinia trăit cu Alexei în partea lui de casă, după nașterea fiicei lui, Natalia. Ea și fratele ei au fost apropiați ai lui Alexei după această dată.

## Exilul în Austria
Alexei, fiul lui Petru cel Mare, a părăsit Rusia pe 26 septembrie 1716. Între el și tatăl lui erau neînțelegeri majore. Alexei se temea să aibă un moștenitor născut de o a doua soție; tatăl său l-ar fi ucis în aceste condiții. Au existat zvonuri că el urma să fie prins într-o ambuscadă sau trimis să lupte pe front, cu instrucțiuni pentru a fi trimis în zone periculoase. Un prieten de-al lui Petru cel Mare, Jacob Dolgorikis, i-a spus lui Alexei să nu meargă la tatăl său. Între timp, Peter i-a scris fiului său, îndemnându-l să aleagă între a deveni călugăr și a fi lângă țar.
Alexei a anunțat că i se va alătura tatălui său și a intenționat să meargă cu Afrosinia până la Riga și apoi să o trimită acasă. A împrumutat bani de la Aleksandr Menșikov și de la alții. Menșikov l-a încurajat să o ia pe Afrosinia cu el pe front. Acest îndemn era foarte ciudat și susținea ideea că îl aștepta acolo o surpriză neplăcută. Cu toate acestea, în loc să meargă spre nord pentru a i se alătura tatălui său, Petru cel Mare, Alexei a călătorit la Viena sub numele unui nobil polonez, Kokhansky.
Afrosina l-a însoțit pe Alexei în fuga lui din Rusia în septembrie 1716, împreună cu fratele ei, Ivan, și cu trei servitori. Ea a purtat haine de paj pe parcursul călătoriei. Alexei a cerut protecție cumnatului său, Carol al VI-lea, după ce a ajuns la Viena în noaptea de 10 noiembrie. Carol i-a oferit ajutor deoarece credea că Petru era capabil să-l ucidă pe moștenitor, așa cum i-a scris vărului său, regele George I al Marii Britanii, și pentru că spera ca Alexei să revină în Rusia ca un țar marionetă. Împăratul l-a ascuns pe el, pe Afrosinia, fratele ei și cei trei servitori în castelul Ehrenberg. Personalului i s-a spus că acolo locuia un înalt demnitar maghiar sau polonez și nimeni nu a fost lăsat să plece. Dar Alexei a fost găsit după cinci luni de doi spioni trimiși de Petru cel Mare. Cei doi au mituit un funcționar din Cancelaria Imperială pentru informații. Împăratul Carol al VI-lea nu a vrut să-și piardă avantajul, restituindu-l pe Alexei tatălui său împotriva voinței lui, așa că i-a trimis pe Alexei și Afrosinia la Napoli, o zonă pe care o dobândise recent.
Între timp Afrosinia a devenit vizibil însărcinată și vicecancelarul Schönborn a scris că micul paj era în mod clar o femeie și amanta lui Alexei. Spionii lui Petru i-au găsit încă o dată în Castelul St. Elmo din Napoli, urmărindu-i după ce au plecat din Castelul Ehrenberg. Contele Piotr Tolstoi, un sfetnic rus în vârstă de 72 de ani, a fost trimis de Petru pentru a-i convinge să vină înapoi. El a cerut ajutorul ducesei Christine Louise de Brunswick-Wolfenbüttel, mama Charlottei Christine. Ea se temea că nepotul ei, Petru, ar fi fost scos din linia de succesiune dacă Alexei ar fi fost înlăturat de tatăl său. În acest fel, soacra împăratului Carol al VI-lea s-a implicat pentru a-l convinge pe Alexei să se întoarcă la tatăl său.
Lui Alexei i s-a spus că Afrosinia va fi luată de la St. Elmo la ordinele împăratului dacă ei vor rămâne pe teritoriul Sfântului Imperiu German. Acest lucru era neadevărat; nu a existat un astfel de ordin. Cu toate acestea Alexei, crezând acest lucru, a fost de acord să se întoarcă în Rusia, cu condiția ca celor doi să li se permită să se căsătorească și să trăiască pe o moșie departe de curte, fără a face parte din linia de succesiune. La trei zile după ce a plecat, suedezii au fost de acord să-i ofere adăpost și o oaste dacă el va solicita protecția lor. El nu a primit oferta.

## Întoarcerea în Rusia
Când Alexei s-a întors în Rusia, el a lăsat-o inițial pe Afrosinia în Italia. Ea urma să fie îngrijită de fratele ei la Veneția, pentru că era însărcinată. Avea servitori și a primit de la Alexei bani, mai mulți servitori și un preot ortodox. Ea a scris scrisori printr-un secretar. Scrisul ei era lăbărțat și copilăresc.Ea s-a comportat ca un turist, cumpărând bunuri și mergând în excursii și nu a economisit niciun ban pentru distracția ei. În 14 aprilie 1718, el era disperat și s-a așezat în genunchi în fața Ecaterinei I după slujba de Paști, cerându-i să urgenteze sosirea Afrosiniei.
A doua zi Afrosinia a sosit la St. Petersburg, unde a fost arestată. A născut fie în închisoarea din Fortăreața Petru și Pavel, fie la Riga pe drum. Nu s-a mai auzit nimic de copil, rămânând un mister dacă a murit, a fost ucis sau pur și simplu încredințat altor persoane. Alexei a implicat multe persoane care l-au ajutat în perioada fugii sale din Rusia. Multe persoane pe care le întâlnise în diferite ocazii au fost pedepsite din cauza opoziției lor față de tatăl lui Petru cel Mare. Profesorii și preoții, precum și prietenii nobili și slugile lui Alexei, au fost arestați și torturați. Alexei a spus că Afrosinia a fost luată cu el pentru a-i căra cutiile de scrisori fără a fi conștientă de conținutul lor.
Afrosiniei i-au fost arătate la sosire instrumentele de tortură și dându-și seama că situația este fără speranță a prezentat scrisorile trimise de Alexei către diverse persoane importante care îi cereau protecția față de Petru. Ea a mărturisit că Alexei a declarat că va anula multe din decretele tatălui său, vă părăsi St. Petersburgul și va reduce activitățile militare. Afrosinia a semnat o declarație scrisă împotriva lui Alexei și a fost pusă să se confrunte cu Alexei în prezența lui Petru.
Piotr Tolstoi a consemnat că Alexei a iubit-o mult pe Afrosinia. Confruntarea celor doi a condus la prăbușirea lui Alexei. Ea a mărturisit că Alexei făcuse planuri pentru a-l detrona pe țar. De asemenea, ea a mărturisit că prințul a vrut să fugă la Roma, pentru a cere protecția papei, dar ea l-a oprit. Nici un complot nu a fost descoperit.

## Perioada ulterioară
Țarul Petru a eliberat-o pe Afrosinia după moartea lui Alexei. Potrivit lui Robert K. Massie, ea a trăit în St. Petersburg timp de treizeci de ani după moartea lui Alexei pe 26 iunie 1718. I s-a permis să păstreze multe dintre bunurile lui Alexei, precum și bunurile ei. În cele din urmă s-a căsătorit cu un ofițer de gardă din St. Petersburg.